# 柳升
柳升（？—1427年），一作柳昇，字子漸，南直隸安慶府懷寧縣（今安徽省安慶市怀宁县）人，明朝军事将领，封爵為安遠侯。谥襄愍。

## 生平

### 洪武建文年间
柳升继承其父燕山護衛百戶职位。靖难之役中，跟随燕王朱棣起兵，后参与大小二十余次战役，累升至左軍都督府都督僉事。

### 永乐年间
永樂初年，跟随张辅征讨交趾（安南國），并在魯江之战中斩获敌军元帅阮子仁等。此后镇守鹹子關。当时安南军在富良江中设立江立寨，船只长达十余里，陆军数万人。柳升率领水军，张辅率领陆军，两路合击大败安南军，捉捕阮希周等人。此后，又在奇羅海口击败安南军残部，得船三百余艘，其部属捉捕胡季犛及其子胡元澄，交趾遂歸入明廷直轄統治。大军还师后，封安遠伯，祿千石，予世券。
永乐七年，跟从陳瑄出师巡海，至青州海中，大破倭寇，且追至金州白山島。次年，跟从朱棣北征，在曲津率领神機营为前锋，大败阿魯臺。明军班师后，柳升晋升为侯爵，加祿五百石，仍世袭伯爵。此后，出鎮寧夏，討斬叛將馮答蘭帖木兒等。之后召还，总督京营。永乐十二年，再次跟从朱棣北征，率领大營兵攻打忽蘭、忽失溫，并以火器攻破。
永乐十八年，柳升与都指揮劉忠帅京营追剿蒲臺唐賽兒，但因轻敌，唐賽兒假装求降，后晚上偷袭，劉忠中箭而亡。柳升直到第二天明才发觉，追获百余人。当时都指揮衛青力战解围，柳升却嫉妒其功，屡次诋毁。之后留守下狱，不久获释。永乐二十年，再次跟明成祖北征，率领中軍在屈裂兒河击败兀良哈，后授予世袭侯爵。明成祖五次北征，柳升皆跟从且屡有战功，寵待在列侯之上。

### 洪熙宣德年间

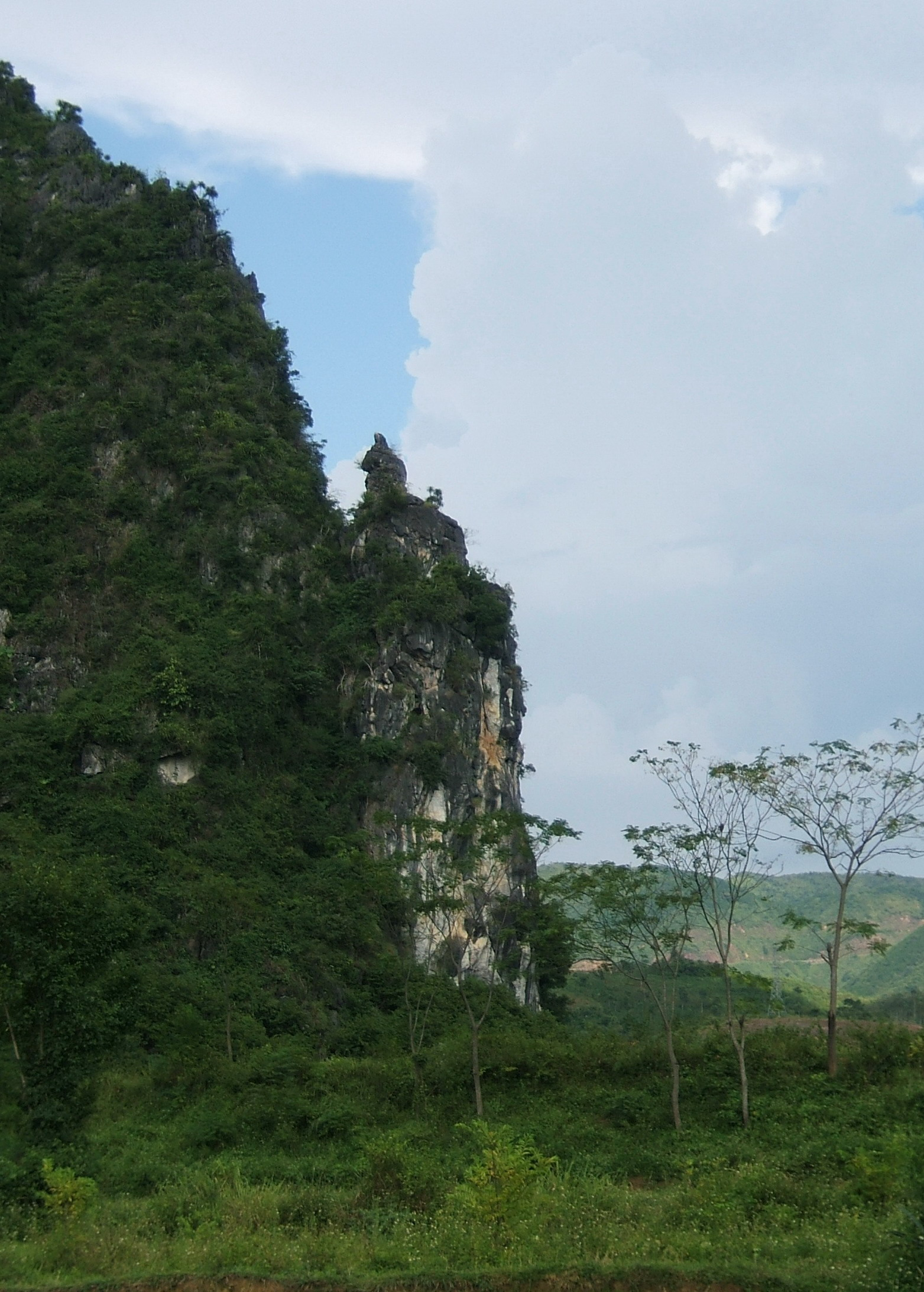
柳昇陣亡之地倒馬坡（位於越南諒山省境內，今名柳昇石）。

明仁宗即位后，命掌管右军都督府事，加封太子太傅。宣德元年，安南黎利起兵反明，成山侯王通征黎利失利。明宣宗任命柳升为征虜副將軍，充總兵官，保定伯梁銘為左副總兵，都督崔聚為參將，尚書李慶贊軍務，共率领陆军七万人，会同黔國公沐晟征讨。当时安南军气势已胜，道路梗絕，朝廷久不得交阯奏報。宣德二年，进入隘留關。当时黎利伪造國人上書，請立陳氏後，柳升不启封。安南军于是沿途设柵，明军接连攻破，抵达鎮夷關。柳升以明军连续获胜而以为战易。当时李慶、梁銘都病重，郎中史安、主事陳鏞对李慶称：“柳將軍辭色皆驕。驕者，兵家所忌。賊或示弱以誘我，未可知也。防賊設伏，璽書告誡甚切，公宜力言之。”李慶强起告诫柳升，而柳升不以为然。之后，大军抵达倒馬坡，柳升与百余騎先馳度橋，橋随后坏段，后军无法前进。此时安南伏兵突起，柳升陷入淤泥里，中飞镖而亡。次日，梁銘病终。再一日，李慶病终。又过一日，大军由崔聚率领至昌江。此时，安南军众甚多，明军在此进行殊死搏斗。安南驱赶大象参战，后明军阵乱，安南军大称：“降者不死”。明军或战或撤，无降者，之后全军覆灭。史安、陳鏞、李宗昉、潘禋均死于军中。
柳升質直寬和，善于抚恤士卒，勇猛但无谋，于是导致全军覆灭。柳升战败后，沐晟部队无法进入，于是撤退。而王通孤軍援絕，于是明军自交阯撤退。當明宣宗皇帝得悉明軍戰敗，便對柳升有所抱怨。 朝廷商议因为柳升率军战败，不令其子柳溥袭爵位，很久后才允许。正统十二年，贈升融國公，謚襄湣。
其墓址位于今安徽省怀宁县清河乡柳林组，文革期间遭遇破四旧，墓碑被铲平，2002年重立墓碑。柳升死后，其李姓管家一族信守诺言，世代为柳升守护墓地，已守墓28代人，近600年。